# سید جیمز
سید جیمز (انگلیسی: Sid James؛ ۸ مهٔ ۱۹۱۳ – ۲۶ آوریل ۱۹۷۶) هنرپیشه و کمدین اهل کشور بریتانیا بود.

## فیلمشناسی
- ۳۹ قدم
- ادامه بده
- یک سلطان در نیویورک
- تبهکاران لاوندر هیل
- بندباز
- آخرین تعطیلات